# Édouard-Théophile Blanchard

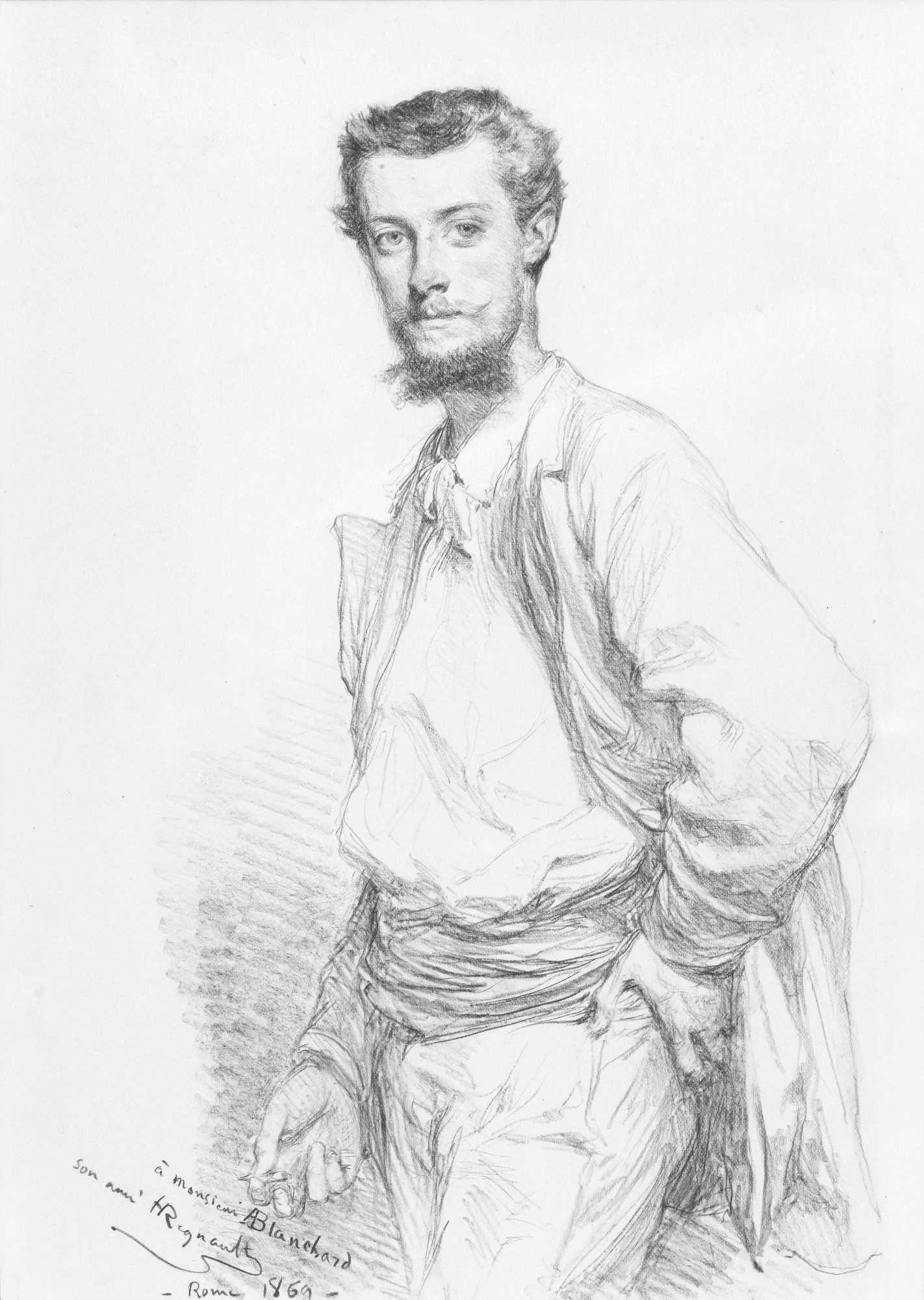
Edouard-Théophile Blanchard (Henri Regnault, 1869)

Édouard-Théophile Blanchard (18 de noviembre de 1844 - 24 de octubre de 1879, París) fue un pintor francés. Fue alumno de François-Édouard Picot y Alexandre Cabanel en la École des Beaux Arts. 
Blanchard ganó la beca Prix de Rome en 1868.
 

Sus temas fueron paisajes con desnudos similares a los de su maestro Cabanel. [cita requerida] Sus obras incluyen La muerte de Astyanax (1868) en la École nationale supérieure des beaux-arts, París, Hylas Driven By the Nymbhs (1874) en el Musée des beaux-arts de Caen que sería destruido en 1944 y Herodias (1874) en el Salon des artistes français (Salón de los Artistas Francés), así como The Gods and the Mortals, que se exhibió en la École nationale supérieure des beaux-arts en París en 2004

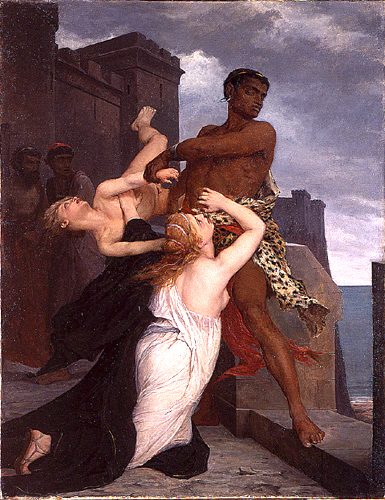
La muerte de Astyanax (1868)